# Fagnières
Fagnières é uma comuna francesa na região administrativa do Grande Leste, no departamento de Marne. Estende-se por uma área de 19.48 km², e possui 4.838 habitantes, segundo o censo de 2018, com uma densidade de 250 hab/km².